# Czapski (Adelsgeschlecht)

Leliwa-Wappen der Czapski

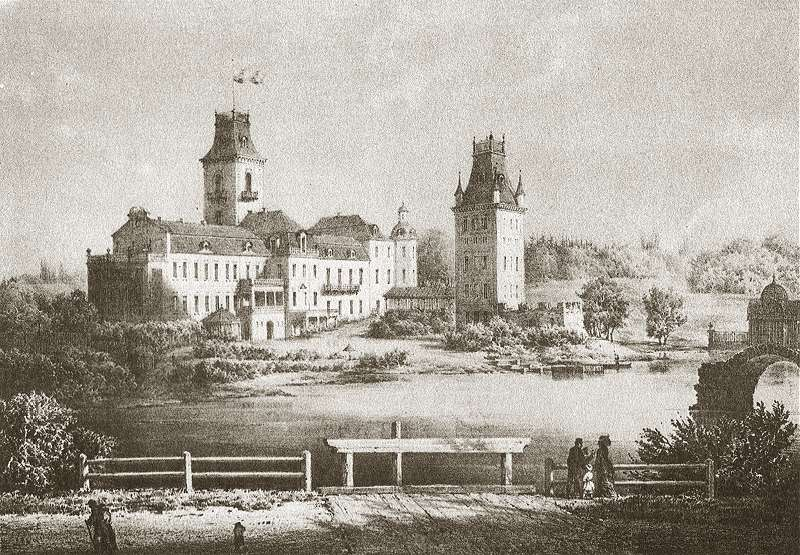
Schloss Kedahnen (19. Jahrhundert)

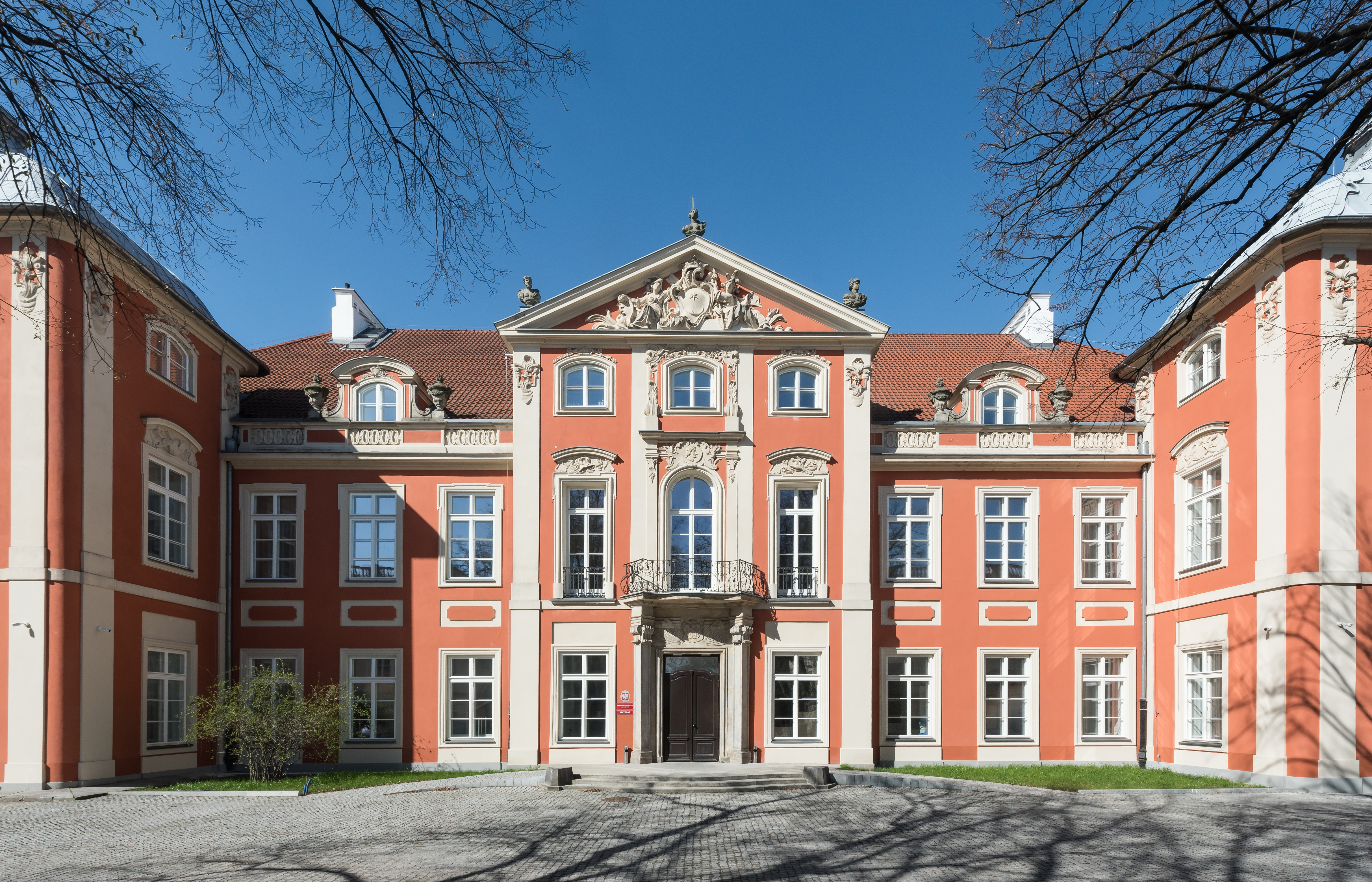
Ehemaliges Palais Czapski in Warschau

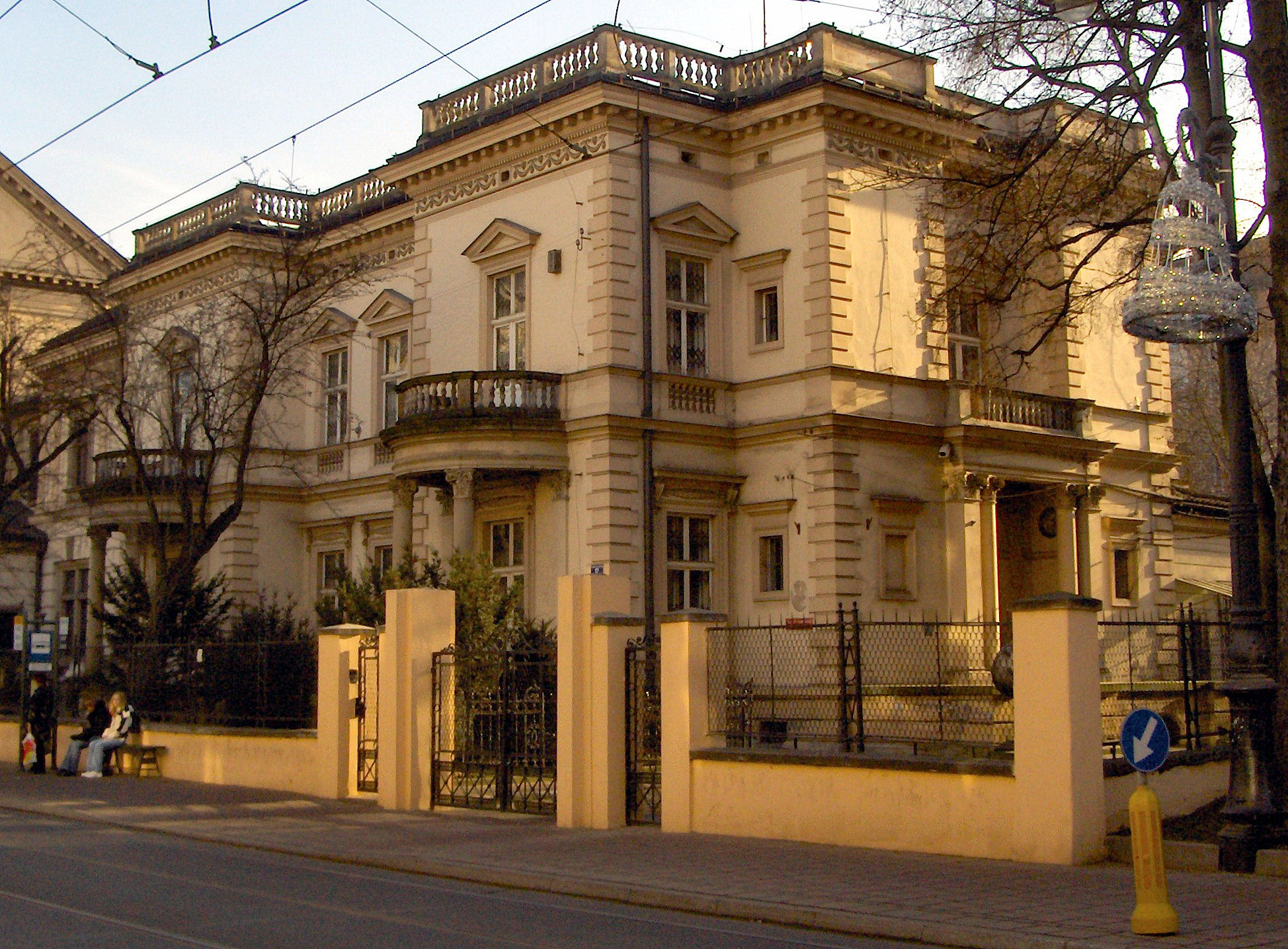
Emmerich-Hutten-Czapski-Museum in Krakau

Wappen der Grafen Hutten-Czapski (1874)

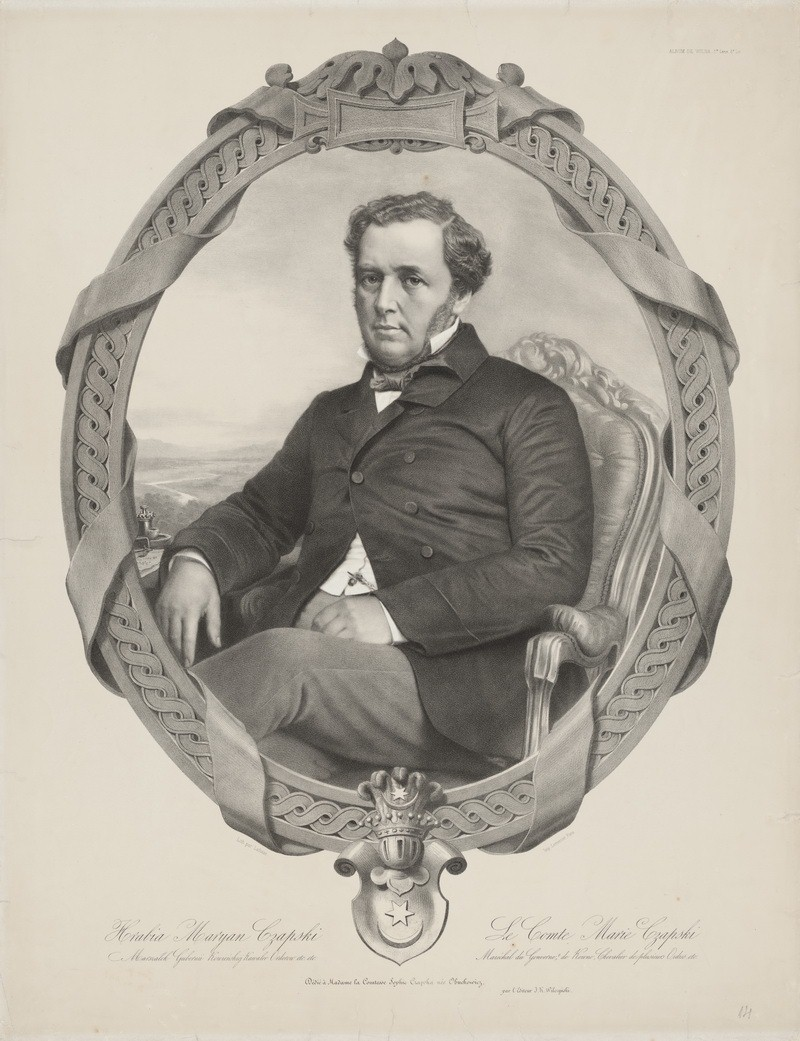
Graf Marian Chapski (1857)

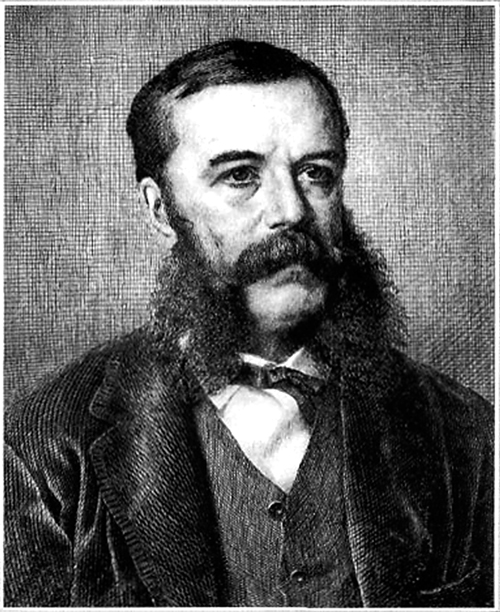
Graf Emmerich Hutten-Czapski (1828–1896)

Czapski oder Hutten-Czapski ist der Name eines alten Adelsgeschlechts aus Pommerellen. Einige Zweige erhielten den Grafentitel, zählten zu den polnischen Magnaten und bestehen bis in die Gegenwart fort.

## Ursprung und Geschichte
Der namensgebende Stammsitz Czapel im Kreis Schwetz wird mit der Familie bereits um 1300 in Zusammenhang gebracht. Erstmals greifbar ist Piotr de Czapelken, 1395, die Stammreihe beginnt mit Marcin Czapski, Herr auf Czapel 1526. Im preußischen Gebiet war auch die deutsche Namensform Hutten gebräuchlich, bei der es sich um eine Übersetzung des polnischen Wortes „czapka“ (Mütze, Kappe) zu „Hutten“ (Hut) als Interpretation des Herkunftsnamens handelt. Eine Verbindung zum fränkischen Adelsgeschlecht Hutten stellt eine barocke Legende dar, die in der Forschung schon lange als widerlegt gilt, sich jedoch hartnäckig weiter verbreitete.
Von der Stammheimat Pommerellen aus begann der Aufstieg der Familie vom Panenadel zu Großgrundbesitzern mit hohen Stellungen. Die Familie brachte im Laufe der Zeit vier Woiwoden (Palatine), sechs Kastellane (polnische Burggrafen), zwei Bischöfe und fünf polnische Generäle hervor. Fünf Mitglieder trugen den Weißen Adler-Orden, die höchste Auszeichnung Polens. Besonderes Ansehen genossen die Hutten-Czapski unter König Stanislaus II. August Poniatowski. Die Familie breitete sich von Pommerellen, dem späteren Westpreußen ausgehend, über ganz Polen aus mit Zweigen in Litauen, Russland und in Wolhynien. Heiratsverbindungen bestanden zu bekannten polnischen Familien, wie z. B. den Fürsten Czetwertyński und Radziwiłł, den Grafen Działyński, Małachowski, Mielżyński, Potocki, Raczyński, Rzewuski und Zamojski.
Am 19. März 1923 wurde in Posen ein Familienverband gegründet.

### Standeserhebungen
Bereits im 18. Jahrhundert machten die Czapski Anspruch auf den Grafentitel geltend, ohne dass sich eine dahingehende Nobilitierung nachweisen lässt.
Der preußische Grafenstand kam am 27. September 1804 in Potsdam an die Brüder Nikolaus und Joseph von Hutten-Czapski, westpreußische Vasallen und königlich polnische Generalmajore, sowie am 3. November 1861 in Berlin nach dem Recht der Erstgeburt, geknüpft an den Besitz Smogulec, auch an Graf Bogdan von Hutten-Czapski.
Die Brüder Adam, Ignacy und Emmerich Hutten-Czapski wurden am 12. Juni 1874 in den russischen Grafenstand gehoben, 1900 bzw. 1907 wurde die Nobilitierung auf die russische Gesamt-Linie ausgedehnt.

### Verbreitung und historischer Güterbesitz
- in Pommerellen/Westpreussen: Fideikommiß Bukowitz, Kreis Schwetz; Fideikommiß Smoguletz (ca. 3500 ha), Kreis Wongrowitz; Fideikommiß Sumowo, Kreis Michelau
- in Kleinpolen: Majorat Skąpe, Kreis Przedbórz
- in Litauen: Herrschaft und Stadt Kedahnen (20.000 ha) bei Kaunas
- im heutigen Belarus: Herrschaft Stankowo, Gouvernement Minsk
- in Wolhynien: Miropol (Miropol'ye)

## Wappen
Das Stammwappen der polnischen Wappengemeinschaft Leliwa zeigt in Blau einen nach oben geöffneten goldenen Halbmond, in dessen Öffnung ein goldener Stern steht. Auf dem Helm mit blau-goldenen Decken ein mit dem Schildbild belegter natürlicher Pfauenwedel.
Unter Hinweis auf die legendäre Abstammung von den fränkischen Hutten, führten die Grafen Hutten-Czapski ein vermehrtes Wappen, russische Verleihung 12. Juni 1874 für Emeryk und seine Brüder: geviert mit dem (farblich variierten) Schild der fränkischen Hutten und dem Stammwappen Leliwa, darüber die Helme beider Familien; als Schildhalter silberne, auf der Brust mit dem Leliwa-Schild belegte Greifen und der Wahlspruch: "Vitam patriae, honorem nemini".

## Persönlichkeiten
- Sebastian Hutten-Czapski (um 1640–1699), Kastellan von Kulm, Kammerherr von Marienburg
- Jan Chryzostom Hutten-Czapski (1656–1716), Kastellan von Elbing 1699, Kastellan von Kruszwica
- Piotr Aleksander Hutten-Czapski (um 1670–1717), Woiwode von Pommerellen 1716, Kastellan von Kulm seit 1710, Kastellan von Kruszwica 1703, Senator im Königreich Polen
- Franciszek Tomasz Hutten-Czapski (gest. 1733), Bischof von Kulm 1731, zuvor Abt von Kloster Pelplin 1702–1730
- Jan Ansgary Hutten-Czapski (um 1690–1742), Woiwode von Kulm und Groß-Jägermeister der polnischen Krone 1732, Ritter des Weißen Adler-Ordens 1732
- Michał August Hutten-Czapski (1702–1797), Woiwode von Marienburg, Ritter des Weißen Adler-Ordens 1758
- Walenty Aleksander Hutten-Czapski (um 1710–1751), Bischof von Kujawien 1741, Bischof von Przemyśl, zuvor Abt von Kloster Pelplin 1734, Ritter des Weißen Adler-Ordens 1740
- Franciszek Hutten-Czapski (um 1700–1736), Kastellan von Danzig 1725, Senator im Königreich Polen
- Ignacy Hutten-Czapski (um 1700–1746), Kastellan von Danzig 1737, Senator im Königreich Polen
- Józef Hutten-Czapski (1722–1765), polnischer Generalmajor, Kastellan von Elbing, Senator im Königreich Polen, Ritter des Weißen Adler-Ordens 1760
- Franciszek Stanisław Kostka Hutten-Czapski (1725–1802), Woiwode von Kulm, Kastellan von Danzig, Senator im Königreich Polen, Mitglied des Vierjährigen Sejm, Ritter des Weißen Adler-Ordens 1762
- Antoni Hutten-Czapski (1725–1792), polnischer Generalleutnant 1784, Generaladjudant von König Stanislaus II. August, Träger des Ordens vom Heiligen Stanislaus 1766
- Mikołaj Hutten-Czapski (1753–1833), polnischer Generalmajor, Chef der polnischen Kavallerie, Träger des Ordens vom Heiligen Stanislaus, Herr auf Bukowiec
- Urszula Hutten-Czapska (um 1730–1782), 1773 verheiratet mit Graf Stanisław Małachowski, polnischer Staatsmann, Urheber der Verfassung von 1791 und Initiator des Vierjährigen Sejm; er heiratete in zweiter Ehe deren jüngere Schwester Konstancja Hutten-Czapska (um 1740–1782), verwitwete Fürstin Radziwiłł
- Marian Hutten-Czapski (1816–1875), Naturforscher und Biologe, kaiserlich russischer Kammerherr, Herr auf Kedahnen, Autor der Geschichte des Pferdes, 3 Bde., Poznań, 1874 (deutsche Ausgabe: Berlin, 1876)
- Emmerich Hutten-Czapski (1828–1896), Vize-Gouverneur von St. Petersburg, Gouverneur von Nowgorod, Generaldirektor der russischen Forstverwaltung, Kammerherr des Zaren, Mitglied der russischen geographischen Gesellschaft. Er war ein bekannter Numismatiker, Bücher- und Kunstsammler, dessen Sammlungen in einem eigens erbauten Palais 1903 der Stadt Krakau gestiftet wurden als Emmerich-Hutten-Czapski-Museum und Teil des National Museums
- Bogdan von Hutten-Czapski (1851–1937), preußisch-polnischer Politiker, Autor politischer Bücher, erbliches Mitglied des preußischen Herrenhauses, Fideikommißherr auf Smogulec. Er bemühte sich zeit seines Lebens um den deutsch-polnischen Ausgleich
- Alexandrine von Hutten-Czapska (1854–1941), verheiratet 1885 in zweiter (morganatischer) Ehe mit Großherzog Ludwig IV. von Hessen-Darmstadt. Die Ehe wurde aus dynastischen Gründen annulliert, was zu einem Skandal führte.
- Józef Czapski (1896–1993), polnischer Autor und Maler in der Nachfolge des Fauvismus und von Paul Cézanne